# Juegos Panafricanos de 1978
Los III Juegos Panafricanos se celebraron en Argel, Argelia, del 13 al 28 de julio de 1978, bajo la denominación Argel 1978.
Participaron un total de xxx deportistas representantes de 45 países africanos. El total de competiciones fue de 108 repartidas en 12 deportes.

## Medallero
| Núm. | País            | Oro | Plata | Bronce | Total |
| ---- | --------------- | --- | ----- | ------ | ----- |
| 1    | Túnez           | 29  | 14    | 20     | 63    |
| 2    | Nigeria         | 18  | 10    | 15     | 43    |
| 3    | Argelia         | 16  | 19    | 23     | 58    |
| 4    | Kenia           | 11  | 8     | 8      | 27    |
| 5    | Marruecos       | 7   | 8     | 11     | 26    |
| 6    | Ghana           | 4   | 4     | 7      | 15    |
| 7    | Libia           | 4   | 3     | 5      | 12    |
| 8    | Senegal         | 4   | 2     | 4      | 10    |
| 9    | Uganda          | 3   | 6     | 5      | 14    |
| 10   | Costa de Marfil | 2   | 3     | 4      | 9     |
| 11   | Zambia          | 2   | 0     | 2      | 4     |
| 12   | Sudán           | 2   | 0     | 0      | 2     |
| 13   | Mali            | 1   | 1     | 0      | 2     |
| 14   | Chad            | 1   | 0     | 0      | 1     |
| 14   | Suazilandia     | 1   | 0     | 0      | 1     |
| 16   | Camerún         | 0   | 4     | 4      | 8     |
| 17   | Togo            | 0   | 1     | 4      | 5     |
| 18   | Etiopía         | 0   | 1     | 2      | 3     |
| 19   | Alto Volta      | 0   | 1     | 1      | 2     |
| 19   | Tanzania        | 0   | 1     | 1      | 2     |
| 21   | Gabón           | 0   | 0     | 1      | 1     |
| TOT  |                 | 117 | 101   | 132    | 303   |

| Predecesor: Lagos 73 | II Juegos Panafricanos 1978 | Sucesor: Nairobi 87 |

- Datos: Q1185926